# Neterpînți, Zboriv
Neterpînți (în ucraineană Нетерпинці) este un sat în comuna Biloholovî din raionul Zboriv, regiunea Ternopil, Ucraina.

## Demografie
Componența lingvistică a localității Neterpînți
     Ucraineană (100%)
Conform recensământului din 2001, toată populația localității Neterpînți era vorbitoare de ucraineană (100%).